# Zöldpaprika

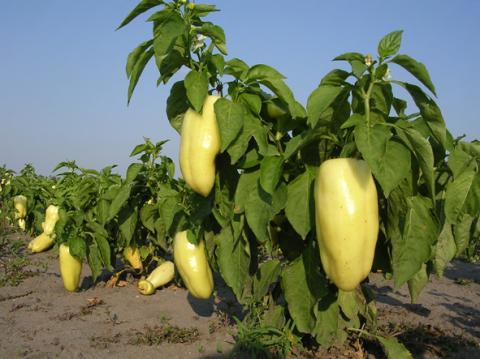
A Cecei étkezési fehér paprika (Capsicum annum, Solanaceae) termése csüngő állású, háromrekeszű, felfújt bogyó, melynek színe gazdasági éretten elefántcsontfehér, biológiai érettségben középvörössé válik. A termés alakja csúcsban végződő, háromszög keresztmetszetű. A bogyók a termesztési technológiáktól függően átlagosan 10-12 cm hosszúak, a csészeleveleknél mért vállszélességük 5-6 cm, húsvastagságuk (termésfal) 4-5 mm, héjuk vékony, csak néhány mikron. Édes változatát termesztik, íze és aromája jellegzetes.

A zöldpaprika a csemegepaprikák (Capsicum annuum var. grossum) egyik legfontosabb, a Kárpát-medencében nagy területen termesztett fajtatípusa. Gyakran étkezési paprikának is nevezik, ez azonban több más típust és változatot is jelenthet (bell paprika, paradicsompaprika stb.)
Egyes fajtái egyáltalán nem csípősek (0 Scoville-egység, azaz SHU), más fajtáinak csak az erei csípősek. Rosttartalma 4,2%

## Története
A zöldpaprikát Bulgáriában nemesítették ki a 19. században.

### A Kárpát-medencében
Magyarországon az 1870-es években kezdték fogyasztani. Legelőször az ország déli városai mellett letelepedő bolgárkertészek termesztették és árusították más zöldségfélékkel (paradicsom, uborka stb.) együtt. A századfordulón már az ország minden táján ették, de nagyüzemi termesztését még nem kezdték el. Eleinte a Bulgáriából behozott fajtákat (kalinkói, kosszarvú, szervián stb.) termesztették, majd ezekből kialakultak a körzetek helyi fajtái.
A bolgárkertészek termelési technikáját a környezetükben élő magyarok ellesték, eltanulták és továbbfejlesztették. Legelőször a kevés földű parasztok és a kisbérlők tértek át termesztésére, később a módosabb gazdák is.
A két világháború között Magyarországon a városi és a falusi lakosság étkezési paprikafogyasztása is jelentősen megnőtt. Az 1920-as–1930-as években alakultak ki a zöldpaprikát termesztő körzetek és azok tájfajtái. Ezekben a körzetekben a zöldpaprikát kertészeti módszerekkel, elsősorban családi munkaerővel, gyakran más zöldségfélékkel (paradicsom, uborka, fejes saláta, retek stb.) párhuzamosan, többnyire szántóföldön termesztették. Az 1930-as években néhol már a hajtatásos, illetve primőrtermesztés is megindult. A termesztés már az első években olyan sikeres volt, hogy konzervnek is bőven jutott belőle és Európa nyugatabbi országaiba is exportálták.

## Termesztése
A zöldpaprika konyhakerti termesztése melegágyi palántaneveléssel kezdődik. A kellően megerősödött palántákat tűzdelik, kapálják és öntözik. Beporzásához többnyire a természetes légmozgás is elegendő, de ennek hatékonysága poszméhekkel jelentősen javítható.
A zöldpaprika-termesztés legjelentősebb magyarországi körzetei:
- 1. Gyula, Békéscsaba és Békés helységek, valamint közvetlen környékük. A termesztés az 1870-es években kezdődött, és az 1920–as évek első felére vált jelentőssé.
- 2. Szeged-Kalocsa vidéke sok rokon vonást mutat vele.
- 3. Szentes, Szegvár, Mindszent, Derekegyház: a termesztés gyökerei a 19. század végére nyúlnak vissza; a kertészeteket a Kurca vizével öntözik.
- 4. Cece és környéke (Vajta, Alap, Alsószentiván, Rétszilas, Aba, Sárkeresztúr): az első világháború előtt Angeli Lambert  a Kertészeti Kutató Intézetben tudományos főmunkatársának paprikanemesítő tevékenységével kezdődött termelés az 1930-as évekre vált üzemszerűvé.[2][3]
- 5. Bogyiszló 1942-ben tapasztalatcsere céljából találkozót szerveztek két község, Bogyiszló és Cece között. 1942. augusztus 15-én harminc cecei gazda utazott Bogyiszlóra, augusztus 31-én pedig harminc bogyiszlói gazda utazott el Cecére.[4]
- 5. Budapest környéke: a Duna mindkét partján a főváros tágabb értelemben vett zöldövezetében a termelés a 19. század második felében futott fel. A természeti feltételek ugyan eléggé kedvezőtlenek, de ezt ellensúlyozza a jelentős felvevőpiac
- 6. Boldog és Hatvan: a Mátraalján az I. világháború után kezdtek zöldpaprikát termeszteni.

## Fajták
Cecei nevű fajtája bejegyzett hungarikum.

A fehér színű cecei zöldpaprika termése lecsüngő, háromrekeszű, felfújt bogyó, amelynek színe piacéretten elefántcsontfehér, biológiailag éretten középvörös. A termés csúcsos, háromszög keresztmetszetű. A bogyók többnyire 10–12 cm hosszúak, a csészeleveleknél mért vállszélességük 5–6 cm, húsvastagságuk (termésfal) 4–5 mm; héjuk vékony, csak néhány mikron. Az 1960-as évek elejétől már csak édes (0 SHU) változatát termesztik. Íze és aromája jellegzetes.

## Felhasználása
A magyar gasztronómia egyik alapvető zöldsége. Fogyasztjuk nyersen, főzve, speciális magyar ételek (pl. lecsó, töltött paprika - valószínűleg innen ered a gyakran használt TV paprika megnevezés is, ti. tölteni való) alapanyagaként, de feldolgozva (pl. savanyítva) önmagában vagy egyéb zöldségfélékkel (káposzta, hagyma stb.) vegyesen is. Nyersen csak 1–2 hétig tartható el, de mélyhűtőben vagy feldolgozva sokáig megőrzi értékét.

## Külső hivatkozások
- Magyar néprajzi lexikon – paprika
- Cecei étkezési fehér paprika
- Paprikahajtatás komposztos tenyészedényekben